# Pierrerue (Alpes de Alta Provenza)
 Pierrerue  es una población y comuna situada en la región de Provenza-Alpes-Costa Azul, en el departamento de Alpes de Alta Provenza, en el distrito de Forcalquier y en el cantón de Forcalquier, en Francia.

## Demografía
| 258 | 245 | 222 | 275 | 342 | 404 |
| Para los censos de 1962 a 1999 la población legal corresponde a la población sin duplicidades (Fuente: INSEE [Consultar]) |     |     |     |     |     |